# Parafiscaliteit
Parafiscaliteit verwijst naar een indirecte belastingheffing of -bijdrage waarbij de overheid een bedrag heft op een product en de opbrengsten bestemd zijn voor een bepaald doel. Parafiscale heffingen kunnen strijdig zijn met het EG-recht zodra wel heffing betaald moet worden over geïmporteerde producten, maar niet in gelijke mate van het doel geprofiteerd kan worden.
Een voorbeeld van een parafiscale bijdrage zijn de bijdragen die werknemers en werkgevers betalen aan de sociale zekerheid. De sociale zekerheid, in België de Rijksdienst voor Sociale Zekerheid, bestaat uit een aantal sectoren die zorgen voor uitkeringen aan werklozen, gepensioneerden, zieken en weduwen. Door deze uitkeringen wordt het inkomen herverdeeld, de welvaart wordt gespreid. In België volstaan deze inningen niet om de kosten van de uitkeringen te dekken en dient de overheid het tekort bij te passen, dit tekort zal in de toekomst alleen maar groter worden door de vergrijzing van de bevolking.